# Orelle
Orelle ist eine französische Gemeinde mit 321 Einwohnern (Stand 1. Januar 2022) im Département Savoie in der Region Auvergne-Rhône-Alpes. Sie liegt im Kanton Modane und gehört dem Gemeindeverband Communauté de communes Maurienne-Galibier an.

## Lage
Orelle liegt am Fluss Arc. Höchster Punkt der Gemeinde ist die Pointe du Bouchet (3420 m).

## Klima
Orelle hat ein Gebirgsklima, Klimatyp Dfc der Klimaklassifikation nach Köppen und Geiger, mit kurzen kühlen Sommern. Die Höchsttemperatur beträgt im Jahresmittel 15,6 °C, die tiefste Temperatur liegt bei 4,3 °C im Jahresmittel. Die höchste Temperatur der vergangenen Jahre, 38,4 °C, wurde am 31. Juli 1983 gemessen, die tiefste, −27,7 °C, am 2. April 2009.

## Geschichte
Erstmals erwähnt wurde Orelle im Jahr 1151 in einer Schenkungsurkunde unter dem Namen Aurelia.
| Bevölkerungsentwicklung | Bevölkerungsentwicklung | Bevölkerungsentwicklung | Bevölkerungsentwicklung | Bevölkerungsentwicklung | Bevölkerungsentwicklung | Bevölkerungsentwicklung | Bevölkerungsentwicklung | Bevölkerungsentwicklung |
| ----------------------- | ----------------------- | ----------------------- | ----------------------- | ----------------------- | ----------------------- | ----------------------- | ----------------------- | ----------------------- |
| Jahr                    | 1962                    | 1968                    | 1975                    | 1982                    | 1990                    | 1999                    | 2010                    | 2019                    |
| Einwohner               | 870                     | 716                     | 524                     | 351                     | 324                     | 353                     | 365                     | 328                     |

## Tourismus
Aus Orelle (800 m) kann man in das Skigebiet Val Thorens/Trois Vallées mit einer 20-minütigen Kabinenseilbahnfahrt (Télécabine d'Orelle) über Refuge du Plan Bouchet (2350) und weiter mit einem Sessellift über den Breche de Rosael Pass (3000 m) gelangen. Vom Refuge du Plan Bouchet kann dabei der Sommet des Pistes (3230 m), der höchste befahrbare Punkt im Gebiet Trois Vallées, erreicht werden.

## Nachweise
1. ↑  Klimadaten von Orelle, (französisch)
2. ↑  Jean-Pierre Deléglise, Orelle autrefois: 1860-1960, Chambery, 1995, ISBN 978-2-84206-008-4 (französisch)